# Brünnberg

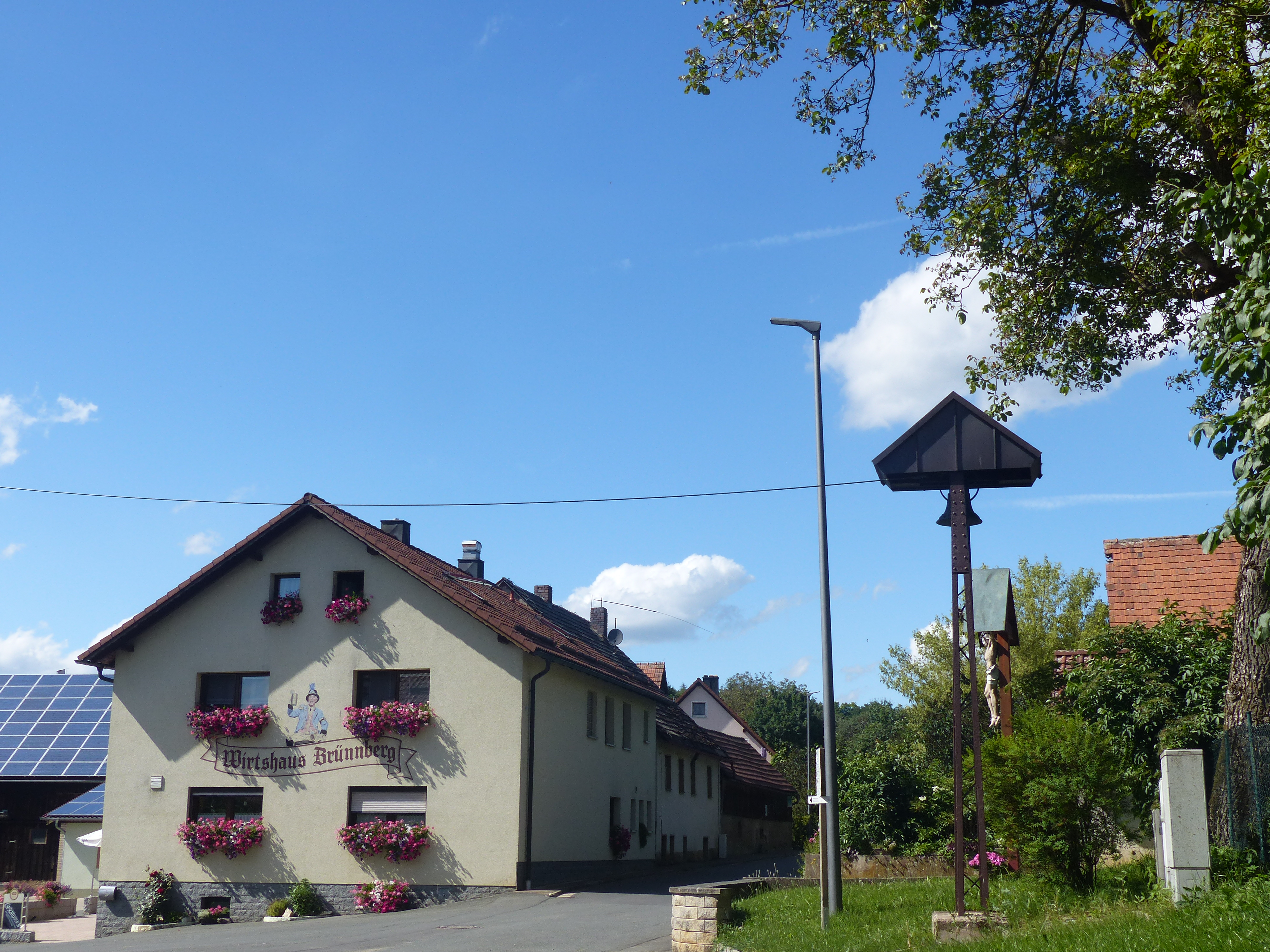
Die Ortsmitte des Weilers

Brünnberg ist ein Gemeindeteil der Gemeinde Ahorntal im Landkreis Bayreuth (Oberfranken, Bayern). Brünnberg liegt in der Gemarkung Christanz.

## Geografie
Der Weiler im nordöstlichen Bereich der Fränkischen Schweiz ist etwas weniger als zwei Kilometer von dem nordnordöstlich liegenden Ortszentrum von Kirchahorn entfernt.

## Geschichte
Der Ort wurde 1255 als „Brunberc“ erstmals urkundlich erwähnt. Der Ortsname bedeutet Zum Berg mit einem Brunnen bzw. Quelle.
Bis zum Beginn des 19. Jahrhunderts unterstand Brünnberg der Landeshoheit reichsunmittelbarer Adeliger, die sich in dem zum Fränkischen Ritterkreis gehörenden Ritterkanton Gebürg organisiert hatten. Die für die Landeshoheit maßgebliche Dorf- und Gemeindeherrschaft übten die Freiherrn von Brand aus. Die  Hochgerichtsbarkeit stand den zum Hochstift Bamberg gehörenden Centamt Pottenstein zu. Als die reichsritterschaftlichen Territorien in der Fränkischen Schweiz infolge des Reichsdeputationshauptschlusses mediatisiert wurden, wurde Brünnberg unter Bruch der Reichsverfassung am 1. November 1805 vom Kurfürstentum Pfalz-Baiern annektiert. Damit wurde der Weiler ein Bestandteil der bei der „napoleonischen Flurbereinigung“ in Besitz genommenen neubayerischen Gebiete, was erst im Juli 1806 mit der Rheinbundakte nachträglich legalisiert wurde.
Durch die Verwaltungsreformen im Königreich Bayern wurde Brünnberg mit dem Zweiten Gemeindeedikt im Jahr 1818 ein Bestandteil der Ruralgemeinde Christanz. Im Zuge der Gebietsreform in Bayern wurde Brünnberg zusammen mit Christanz am 1. April 1971 in die Gemeinde Kirchahorn eingegliedert. Am 1. Januar 1972 wurde Brünnberg zusammen mit der gesamten Gemeinde Kirchahorn ein Bestandteil der neu gebildeten Gemeinde Ahorntal.

## Verkehr
Die Anbindung an das Straßenverkehrsnetz erfolgt durch eine Stichstraße, die von einer nordöstlich des Ortes vorbeiführenden Gemeindeverbindungsstraße abzweigt. Diese kommt aus dem Norden von Christanz und biegt bei der Stichstraßenabzweigung ostwärts ab und mündet nach etwa 400 Metern in die Kreisstraße BT 27 ein. Vom ÖPNV wird der Weiler direkt nicht bedient, die nächste Haltestelle der Buslinie 388 des VGN liegt an der Gemeindeverbindungsstraße. Die am schnellsten erreichbaren Bahnhöfe befinden sich in Creußen, Schnabelwaid und Pegnitz. Der nächste Fernbahnhof ist der Hauptbahnhof in Bayreuth.